# Culicinae
Culicinae es una subfamilia de la familia Culicidae propuesta por primera vez, junto con Anophelinae y Toxorhychitinae, por Knight & Stone (1977), Knight (1978) y Ward (1984), aunque actualmente sólo se consideran a Culicinae y Anophelinae. Es probablemente la subfamilia con mayor número de géneros, con un total de 42 y 138 subgéneros registrados; además se considera un grupo de gran importancia médica puesto que en ella se encuentran numerosas especies que actúan como vectores de muchos organismos causantes de enfermedades como la malaria, la fiebre amarilla y el dengue, entre otros. Consta de nueve tribus, pero tal vez entre ellas las más importantes son Aedini, al cual pertenece Aedes aegypti, además del género Aedes en sentido general y la tribu Culicini a la que pertenece el género Culex.

## Morfología
Su morfología responde a la forma general de Culicidae pero una característica que define al grupo es que los palpos maxilares son más cortos que la proboscis, rasgo que al tiempo los excluye de la subfamilia Anophelinae.

## Taxonomía

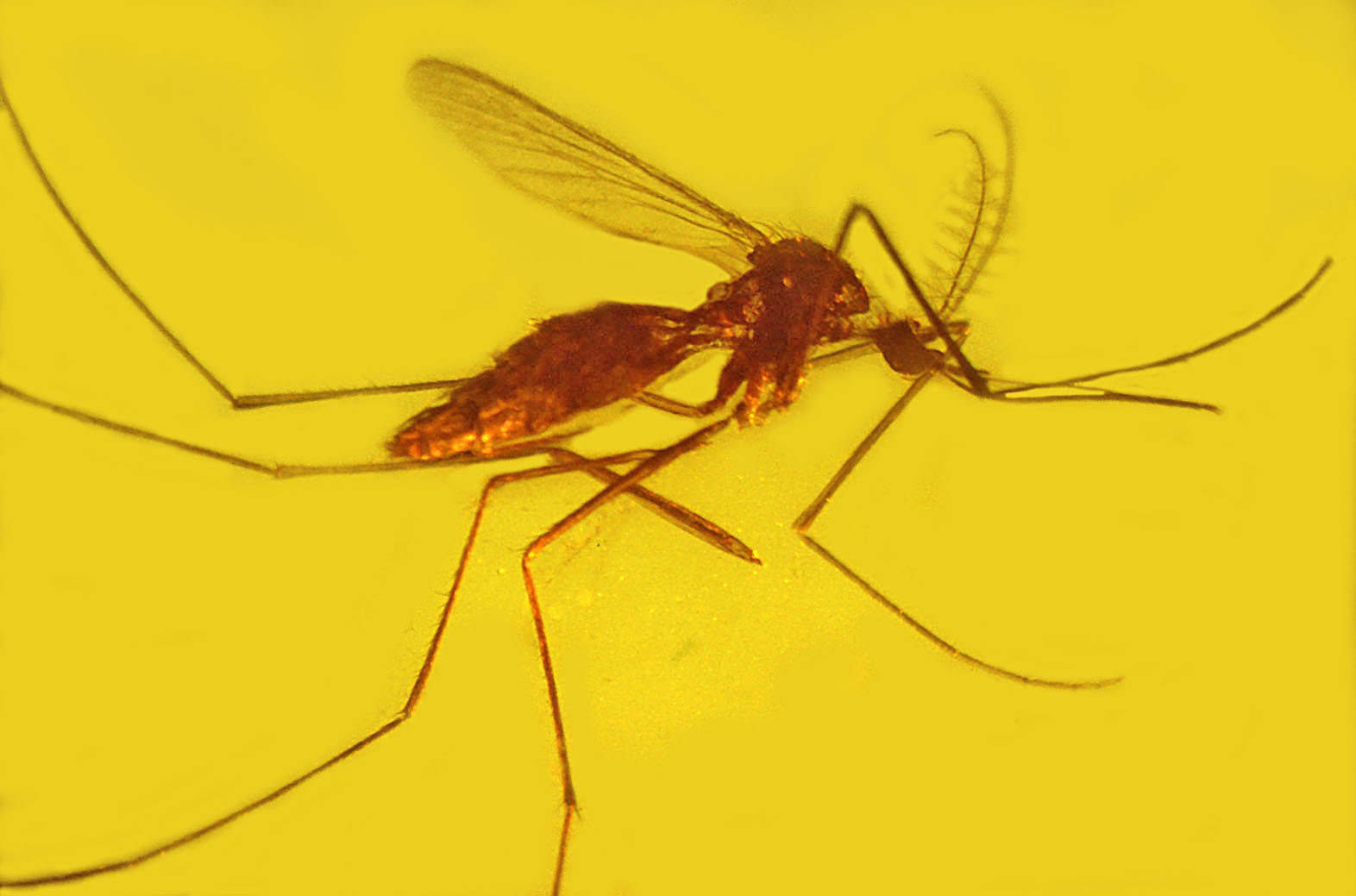
Culicinae en ámbar de hace 15 millones de años.

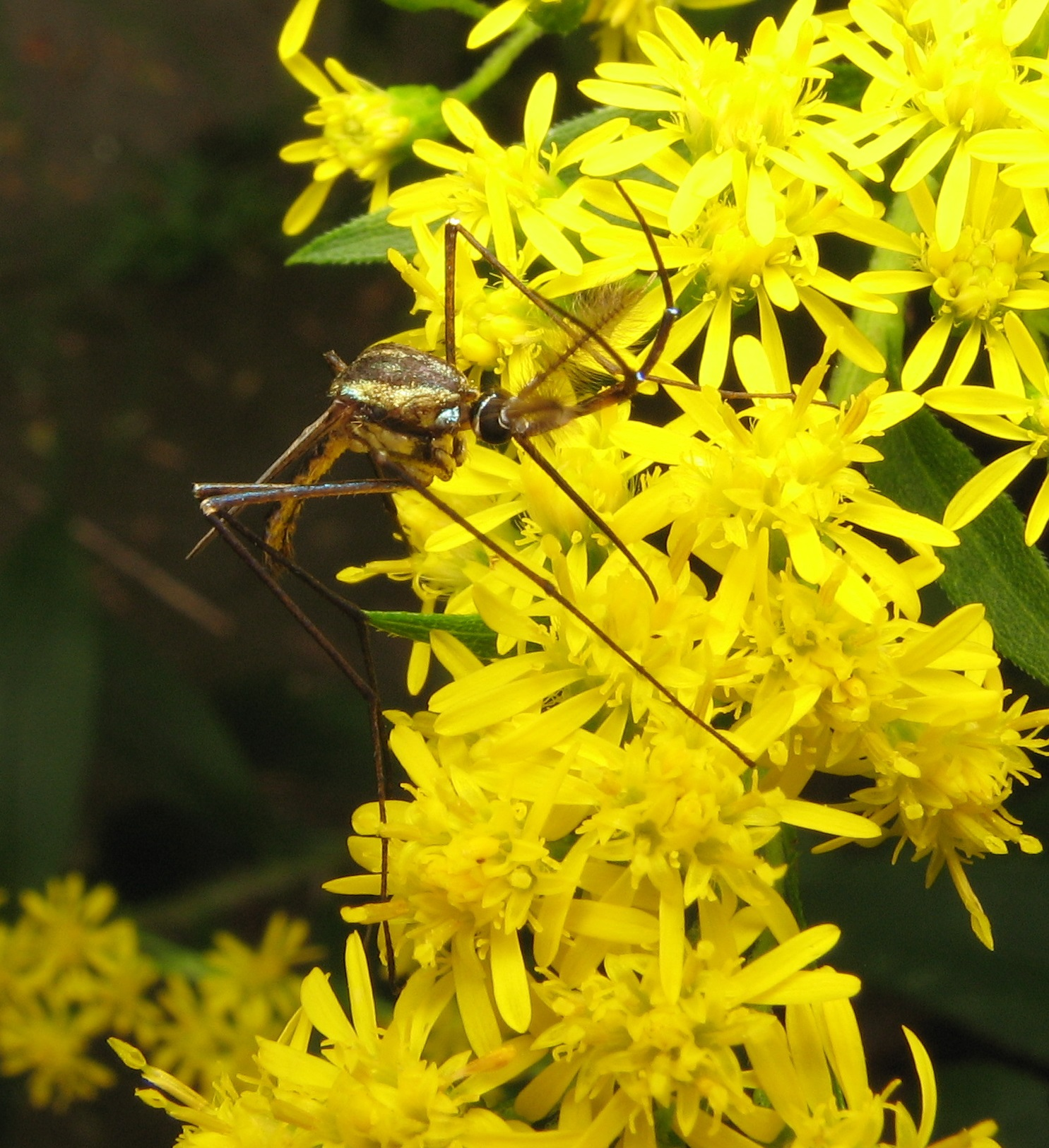
Macho Toxorhynchites rutilus en Solidago

Hay 3,046 especies en 108 géneros en 11 tribus. Tribus y géneros (número de especies en paréntesis).
Aedeomyiini
- Aedomyia (7 especies)

Aedini
- Abraedes (1)
- Acartomyia (3)
- Aedes (126)
- 'Aedes' sensu auctorum (4)
- Aedimorphus (67)
- Alanstonea (2)
- Albuginosus (9)
- Armigeres (58)
- Ayurakitia (2)
- Aztecaedes (1)
- Belkinius (1)
- Bifidistylus (2)
- Borichinda (1)
- Bothaella (6)
- Bruceharrisonius (8)
- Cancraedes (10)
- Catageiomyia (28)
- Catatassomyia (1)
- Christophersiomyia (5)
- Collessius (9)
- Cornetius (1)
- Dahliana (3)
- Danielsia (3)
- Dendroskusea (5)
- Diceromyia (14)
- Dobrotworskyius (7)
- Downsiomyia (30)
- Edwardsaedes (3)
- Elpeytonius (2)
- Eretmapodites (48)
- Finlaya (36)
- Fredwardsius (1)
- Georgecraigius (3)
- Geoskusea (10)
- Gilesius (2)
- Gymnometopa (1)
- Haemagogus (28)
- Halaedes (3)
- Heizmannia (38)
- Himalaius (2)
- Hopkinsius (7)
- Howardina (34)
- Huaedes (3)
- Hulecoeteomyia (13)
- Indusius (1)
- Isoaedes (1)
- Jarnellius (5)
- Jihlienius (3)
- Kenknightia (12)
- Leptosomatomyia (1)
- Levua (1)
- Lewnielsenius (1)
- Lorrainea (5)
- Luius (1)
- Macleaya (11)
- Molpemyia (3)
- Mucidus (14)
- Neomelaniconion (28)
- Ochlerotatus (197)
- 'Ochlerotatus' sensu auctorum (69)
- Opifex (2)
- Paraedes (8)
- Patmarksia (13)
- Petermattinglyius (5)
- Phagomyia (16)
- Polyleptiomyia (2)
- Pseudarmigeres (5)
- Psorophora (48)
- Rampamyia (3)
- Rhinoskusea (4)
- Sallumia (2)
- Scutomyia (9)
- Skusea (4)
- Stegomyia (127)
- Tanakaius (2)
- Tewarius (4)
- Udaya (3)
- Vansomerenis (3)
- Verrallina (95)
- Zavortinkius (11)
- Zeugnomyia (4)

Culicini
- Culex (768)
- Deinocerites (18)
- Galindomyia (1)
- Lutzia (8)

Culisetini
- Culiseta (37)

Ficalbiini
- Ficalbia (8)
- Mimomyia (45)

Hodgesiini
- Hodhesia (11)

Mansoniini
- Coquillettidia (57)
- Mansonia (25)

Orthopodomyiini
- Orthopodomyia (35)

Sabethini
- Isostomyia (4)
- Johnbelkinia (3)
- Kimia (5)
- Limatus (8)
- Malaya (12)
- Maorigoeldia (1)
- Onirion (7)
- Runchomyia (7)
- Sabethes (39)
- Shannoniana (3)
- Topomyia (60)
- Trichoprosopon (13)
- Tripteroides (122)
- Wyeomyia (139)

Toxorhynchitini
- Toxorhynchites (88)

Uranotaeniini
- Uranotaenia (267)